# 弗拉西诺
弗拉西诺（義大利語：Frassino），是意大利库内奥省的一个市镇。总面积16平方公里，人口284人，人口密度17.8人/平方公里（2009年）。ISTAT代码为004092。